# فریب (مینی‌سریال)
فریب (ایتالیایی: Inganno) که با نام عشق فریب‌آمیز هم شناخته می‌شود، یک مینی‌سریال عاشقانه ایتالیایی است که در سال ۲۰۲۴ منتشر شد. ساخت این سریال از مارس ۲۰۲۳ در پوزیتانو و میزنو آغاز شد.

## گزیدهٔ بازیگران
- مونیکا گوئریتوره
- جاکومو جانیوتی
- فابریتسیا ساکی
- ساندرا چکارلی